# FXX (Canada)
FXX Canada est une chaîne de télévision canadienne spécialisée de catégorie B appartenant à Rogers Media lancée le 1er avril 2014. C'est une station-sœur de FX et dérivée de la chaîne américaine FXX.

## Histoire
En septembre 2013 aux États-Unis, la chaîne Fox Soccer est remplacée par FXX en y déplaçant ses comédies de FX à FXX. Rogers a donc suivi le pas et lancé une chaîne sœur quelques mois plus tard.

## Programmation
La chaîne diffuse la plupart des séries originales américaines de FXX. Durant la journée, elle diffuse des séries canadiennes et américaines principalement dans un format de 30 minutes sous forme de marathon.